# バーニー・サンダース自伝
『バーニー・サンダース自伝』（バーニー・サンダースじでん、Outsider in the White House）は、ハック・ガットマンとバーニー・サンダースが共著し、ジャーナリストのジョン・ニコルズが解説を寄せた2015年の政治回想録である。元々は1997年に『Outsider in the House』の題で出版されていたものに、まえがきとニコルズの解説を付け足した内容となっている。

## 内容
2015年のイギリスの雑誌『プロスペクト』の書評では、20年前の書籍の再販売にしては驚くほど本書の内容が最新のもであり、読者がニュート・ギングリッチ時代の政治に関する箇所を通り抜ければ、サンダースが90年代に取り上げていた、アメリカの賃金に対する自由貿易の悪影響、所得格差、労働者階級の賃金低下、軍の過剰支出、貧困、大企業の悪影響といった諸問題が現代的に感じられると書かれている。書評では、サンダースとジェレミー・コービンの類似点が指摘されている。
本書では、アメリカ市民が武器を所有する権利を保障するアメリカ合衆国憲法修正第2条に対するサンダースの支持について書かれている。
さらに本書ではニュート・ギングリッチが主導する共和党革命にも触れられている。サンダースは、共和党革命は「移民と同性愛バッシング」に主眼を置くキリスト者連合と手を携えていると述べている。『プロスペクト』は、「サンダースにとってこの20年で変わったことは、悪党がより悪党になったということだけ」であると論じている。

## 「Nワード」論争
2019年、サンダースが人種差別を批判するために「ニガー」の語を用いた一節が『ザ・デイリー・コーラ』に掲載され、物議を醸した。さらにサンダースは2015年版でも同様に使用したと報じられた。サンダースの選挙陣営はその後、この論争を受けたサンダースを擁護した。